# Pendleton Ward
Ward Taylor Pendleton Johnston, cunoscut profesional ca Pendleton Ward, (n. 23 septembrie 1982, San Antonio, Texas, SUA) este un animator, scenarist, producător, regizor și actor de voce american care a lucrat pentru Cartoon Network Studios, Frederator Studios și Netflix Animation. A creat serialul Adventure Time, serialul web Bravest Warriors și seria de interviuri animate pentru adulți The Midnight Gospel.

## Biografie
Ward a crescut în San Antonio, Texas și locuiește în Los Angeles. Mama lui Bettie (născută în 1947) este artistă.
Ward a devenit interesat de animație de la o vârstă fragedă, inspirat de mama sa, care este artistă și a lucrat cu animatori. A început să deseneze flipbook-uri în clasa întâi. A lucrat adesea cu cel mai bun prieten al său, Alec „The Logdog” Coates, la cărți scurte de benzi desenate. A absolvit North East School of the Arts din San Antonio.
Ward a participat la CalArts, unde s-a împrietenit cu J. G. Quintel și Alex Hirsch. Mai târziu au lucrat împreună la Minunatele peripeții ale lui Flapjack. Eric Homan, vicepreședintele Frederator Studios, i-a oferit lui Ward un loc de muncă la studiouri după ce a vizionat unul dintre filmele sale la proiecțiile anuale de animație CalArts. Ward este absolvent al programului de animație al școlii.

## Carieră
În 2002–2003, Ward a publicat o bandă desenată web intitulată Bueno the Bear. Ulterior, a dat jos benzile desenate pentru că le-a considerat „îngrozitoare”. Cu toate acestea, el păstrează numele de „buenothebear” pentru site-ul său și mâna pe site-uri precum Twitter. Ward a creat un film studențesc intitulat Barrista, cu Bueno the Bear, lansat în 2005 pe Channel Frederator.
Ward a continuat să lucreze la animații scurte pentru Random! Cartoons al Frederator, care au fost difuzate pe Nicktoons Network. Acolo a lucrat cu mai multe persoane care i s-au alăturat ulterior în seria Să-nceapă Aventura, inclusiv compozitorul Casey James Basichis, Adam Muto și Niki Yang, dintre care mulți au participat la Institutul de Arte din California alături de Pen. Cele două scurtmetraje ale sale au fost Bravest Warriors și scurtmetrajul animat Să-nceapă Aventura. Scurtmetrajul Să-nceapă Aventura a fost realizat în 2006 și a devenit un fenomen pe internet în 2007, cu peste un milion de vizualizări până în noiembrie al acelui an. Ward a prezentat inițial Să-nceapă Aventura celor de la Nickelodeon, dar a fost respins. De asemenea, a durat ceva timp până când Cartoon Network a decis să-l aleagă.
În 2007, Ward a fost angajat să lucreze la primul sezon al filmului Minunatele peripeții ale lui Flapjack de la Cartoon Network, ca scriitor și storyboard artist. Creat de Thurop Van Orman, Flapjack a fost un serial bazat pe storyboard, care le-a permis storyboard-ărilor să scrie toate dialogurile și să deseneze toată acțiunea pe baza unui contur care le-a fost atribuit. Artiștii au lucrat fiecare în perechi, iar în timpul lui la Flapjack, Ward a fost asociat cu Mike Roth (care a devenit producătorul supervizor al Un show obișnuit) și mai târziu cu Alex Hirsch, care de atunci a creat serialul Ciudățeni și a dezvoltat Viața în acvariu pentru Disney Channel. Pen merită experiența sa cu Flapjack și lucrului în filozofiea „fabricii de distracție” a lui Orman a avut un impact semnificativ asupra propriului său proces de scriere.
În 2012, Frederator Studios a dezvoltat Bravest Warriors și l-a transformat într-o serie web pentru relansarea Cartoon Hangover, totuși Ward are o implicare minoră în serie. Fostul designer principal al Adventure Time, Phil Rynda, a lucrat la reproiectarea personajelor din serial. Seria a avut premiera în toamna anului 2012 pe canalul de YouTube al Cartoon Hangover, alături de o serie de benzi desenate cu același nume creată de Boom! Studios.
Ward a lansat o animație scurtă în sprijinul LA Game Space în luna noiembrie, un proiect care intenționează să construiască un spațiu de expoziție axat pe jocuri în Los Angeles. Ward a anunțat dezvoltarea unui joc scurt cu Bennett Foddy, intitulat Check Please, intenționat să facă parte din Experimental Game Pack 01, pe care organizația l-a lansat în 2013.
Cândva în timpul celui de-al cincilea sezon al Să-nceapă Aventura, Ward a renunțat brusc la funcția de showrunner, explicând că îi afectează negativ „calitatea vieții”. În ediția din 2 octombrie 2014 a revistei Rolling Stone, Ward a declarat „Am renunțat pentru că mă înnebunea”. Cu toate acestea, el a continuat să lucreze ca unul dintre scriitorii și artiștii de storyboard ai serialului până la sfârșitul sezonului șase și a servit în continuare ca producător executiv până la finalul seriei. Într-un interviu cu Indiewire înainte de debutul sezonului șapte, scriitorul principal Kent Osborne a remarcat că Ward a încetat să scrie schițări ale episoadelor la începutul sezonului 7, dar le-a analizat și a oferit informații.
În 2019, Card of Darkness, un joc exclusiv Apple Arcade, a fost lansat, Ward fiind director artistic.
Pe 16 martie 2020, a fost lansat un trailer pentru un serial de animație pentru adulți original Netflix, The Midnight Gospel, co-creată de Ward și Duncan Trussell. Intriga spune: „Clancy este un turnator spațial care folosește un simulator multivers pentru a intervieva ființe care trăiesc în alte lumi.” Opt episoade ale serialului au fost lansate pe Netflix pe 20 aprilie 2020.
În 2021, Ward a fost creditat cu mulțumiri speciale în jocul video Psychonauts 2, dezvoltat de Double Fine. Se presupune că Ward a creat un animatic care și-a exprimat interesul ca deschiderea jocului să fie despre o Raz însărcinată, acest lucru poate fi văzut în joc la nivelul „Hollis’ Hot Streak”, unde jucătorii sunt obligați să arunce cu un pix într-un semn pe care scrie. „Ward”.
La ceremonia inaugurală a Premiilor Emmy pentru Copii și Familie, care a avut loc în 2022, Ward și colegii au primit un Emmy pentru „Regia remarcabilă pentru un program animat” (alături de Ako Castuera, Luis Grane, Elizabeth Ito și Bob Logan) pentru munca lor în „City of Ghosts”.

## Filmografie

### Seriale de televiziune
| Ani       | Titlu                                    | Rol |
| --------- | ---------------------------------------- | --- |
| 2008–2009 | Random! Cartoons                         | Regizor, storyboard artist și designer de personaje Episoadele "Să-nceapă Aventura", "Bravest Warriors" și "6 Monsters"                 |
| 2008–2009 | Minunatele peripeții ale lui Flapjack    | Scriitor și storyboard artist |
| 2010–2018 | Să-nceapă Aventura                       | Creator, scriitor, storyboard artist, co-producător (Sezoanele 1–2), producător executiv (Sezoanele 3–10) și showrunner (Sezoanele 1–5) |
| 2014      | Dincolo de hotarul grădinii              | Scriitor și storyboard artist Episodul "Cântecele Felinarului Întunecat"                                                                |
| 2015      | Unchiul bunic                            | Regizor, scriitor și storyboard artist Episodul "Scurtmetraje speciale"                                                                 |
| 2018      | Steven Univers                           | Storyboard artist Episodul "Familiar"                                                                                                   |
| 2020      | The Midnight Gospel                      | Co-creator, regizor, scriitor,, storyboard artist, producător executiv                                                                  |
| 2020–2021 | Să-nceapă Aventura: Tărâmuri Îndepărtate | Creator |
| 2021      | City of Ghosts                           | Regizor, scriitor Episodul "Bob & Nancy"                                                                                                |
| 2022      | Bee and PuppyCat                         | Scriitor Episoadele "Gentle Touch" și "Funny Lying                                                                                      |
| 2023      | Să-nceapă Aventura: Fionna și Cake       | Creator |

### Seriale web
| Ani        | Titlu            | Rol                                                                     |
| ---------- | ---------------- | ----------------------------------------------------------------------- |
| 2012–2018  | Bravest Warriors | Creator                                                                 |
| 2014, 2016 | Bee and PuppyCat | Animatic editor, regizor de voce, scriitor Episoadele "Food" și "Toast" |

### Scurtmetraje
| An   | Titlu            | Rol                                          |
| ---- | ---------------- | -------------------------------------------- |
| 2007 | Barrista         | Regizor, scriitor, animator                  |
| 2011 | Pikapew Poop Chu | Regizor, poveste, animatic și mixaj de sunet |

### Actorie vocală
| Ani       | Titlu                                    | Rol                                                      | Note                                   |
| --------- | ---------------------------------------- | -------------------------------------------------------- | -------------------------------------- |
| 2007      | Barrista                                 | Bueno the Bear / Sasha                                   | Scurtmetraj                            |
| 2008      | Random! Cartoons                         | Abraham Lincoln / Old Man                                | Episodul "Să-nceapă Aventura"          |
| 2009      | Minunatele peripeții ale lui Flapjack    | Vâslașul #1 / Sail Boss                                  | Episodul "Fraieriți de Ben Boozled"    |
| 2010–2018 | Să-nceapă Aventura                       | Prințesa Spațiului cu Bulgări / Shelby / voci adiționale | 85 de episoade                         |
| 2011      | Pikapew Poop Chu                         | Ash / Brock                                              | Scurtmetraj                            |
| 2012      | Bravest Warriors                         | Computer                                                 | Episodul "Emotion Lord"                |
| 2014      | Broken Age                               | Gus                                                      | Joc Video                              |
| 2015      | Unchiul bunic                            | Unchiul bunic / Pizza Steve                              | Episodul "Scurtmetraje speciale"       |
| 2016      | Familia Simpson                          | Couch Gag singe                                          | Episodul "Monty Burns' Fleeing Circus" |
| 2020–2021 | Să-nceapă Aventura: Tărâmuri Îndepărtate | Prințesa Spațiului cu Bulgări / voci adiționale          | 3 episoade                             |
| 2023      | Să-nceapă Aventura: Fionna și Cake       | Ellis P. / voci adiționale                               | un episod                              |

## Influențe
Ward a declarat anterior că prietenii săi, mulți dintre  ei care lucrează alături la Adventure Time, sunt cele mai mari influențe de desen și animație ale sale. Într-un alt interviu, el a explicat că a fost influențat de seriale precum Ren și Stimpy, Beavis and Butt-Head și Familia Simpson. Mai târziu, el va fi couch gag singer în episodul „Monty Burns’ Fleeing Circus” din sezonul 28.